# Bahaa Al Farra
Bahaa Al Farra (ur. 10 marca 1991) – palestyński lekkoatleta sprinter, olimpijczyk z Pekinu.
Zawodnik reprezentował swój kraj na igrzyskach w Londynie, startował w biegu na 400 metrów mężczyzn – odpadł w kwalifikacjach z czasem 49,93 s.

## Rekordy życiowe
| Dystans                   | Wynik (s) | Miejsce | Data             |
| ------------------------- | --------- | ------- | ---------------- |
| bieg na 100 metrów        | 11.16     | Gaza    | 3 maja 2007      |
| bieg na 400 metrów        | 49.04     | Daegu   | 28 sierpnia 2011 |
| bieg na 400 metrów (hala) | 51.65     | Stambuł | 9 marca 2012     |